# Miriam Battista
Miriam Battista (New York, 14 juli 1912 - aldaar, 22 december 1980) was een Amerikaans filmactrice van Italiaanse afkomst die vooral bekendheid genoot als kindster in stomme films. Tussen 1915 en 1951 speelde zij in 104 films.

## Carrière
Nadat Battista als vierjarige in 1916 op Broadway opviel in het toneelstuk A Kiss for Cinderella, werd zij gecast voor een rol in de film Blazing Love van datzelfde jaar. 
Haar doorbraak bleek Humoresque uit 1920, waarin zij een gehandicapt meisje speelde. Na dit succes volgden nog negen vergelijkbare rollen in stomme films waarin zij in beeld huilde. Hier zou zij bekend om worden. 
Toen de geluidsfilms haar intrede deden had Battista, inmiddels als volwassene, meerdere rollen in Italiaanstalige producties, waaronder Santa Lucia Luntana en Così è la vita uit 1931. De jaren erna was zij vooral actief in musicals op Broadway maar bleef zij ook op het witte doek actief zoals tegenover Humphrey Bogart in Our Wife. 

## Galerij

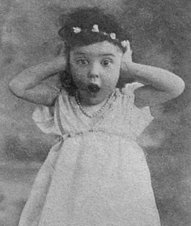
Miriam Battista in 1916
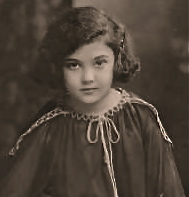
Miriam Battista in 1920
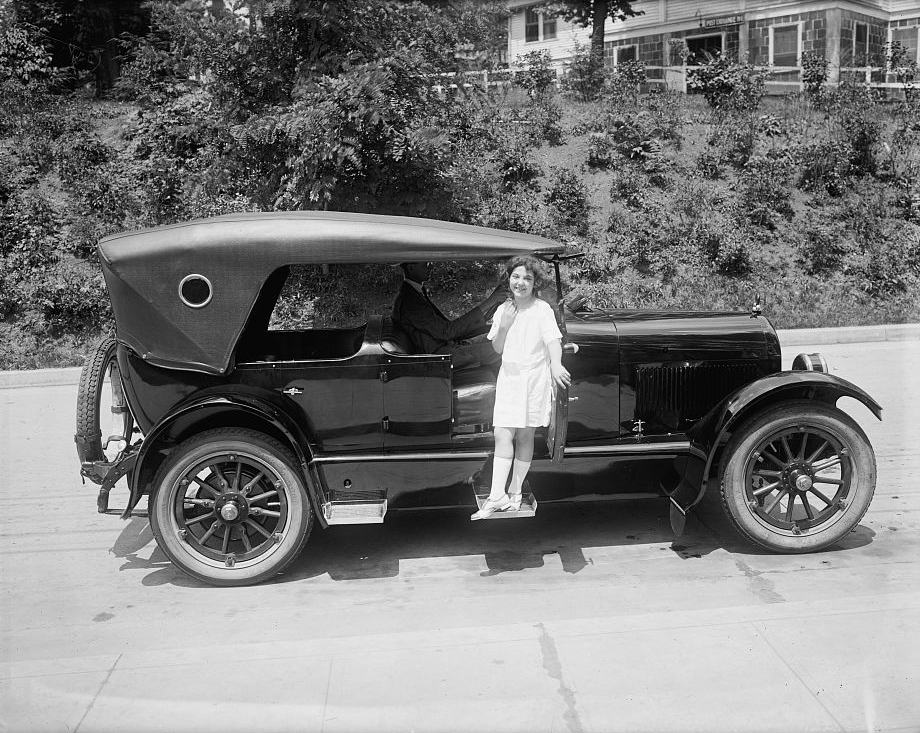
Miriam Battista in 1922
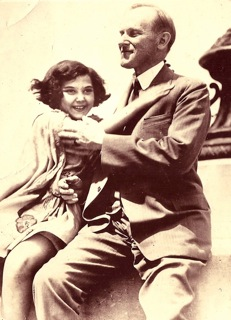
Miriam Battista met de Amerikaanse president Calvin Coolidge

## Gedeeltelijke filmografie
- Blazing Love (1916)
- Eye for Eye (1918)
- Humoresque (1920)
- At the Stage Door (1921)
- The Good Provider (1921)
- The Blonde Vampire (1922)
- Boomerang Bill (1922)
- The Curse of Drink (1922)
- The Man Who Played God (1922)
- Smilin' Through (1922)
- The Custard Cup (1923)
- The Steadfast Heart (1923)
- Santa Lucia Luntana (1931)
- Così è la vita (1931)
- Sleepy Hollow (1948) (scenarioschrijver)

- Library of Congress Control Number: n2008072916
- Virtual International Authority File: 48705401
- WorldCat: E39PBJdrDbQjtY4VbxJfXmxkXd